# Luis Miguel Aguilar Camín
Luis Miguel Aguilar Camín (Chetumal, Quintana Roo, 23 de septiembre de 1956) es un poeta, ensayista, narrador, periodista, crítico literario y traductor. Estudió lengua y literatura inglesas en la Facultad de Filosofía y Letras de la UNAM, en la Ciudad de México. Fue becado como poeta por el Conaculta en 1990.
Dirigió la revista Nexos (1995-2004) y fue miembro del consejo de redacción de La Cultura en México. También ha colaborado en La Crónica de Hoy (como columnista de «Luna de Enfrente»), La Jornada, Revista de la Universidad de México, La Cultura en México y Unomásuno.
Su obra en conjunto “busca ser un espacio de reconciliación entre el lenguaje literario y la conversación, entre lo académico y lo periodístico, entre lo casual y lo clásico”. En consecuencia, se dice que en su trabajo como poeta «Aguilar saquea con excelentes resultados cuanta tradición poética se ofrece a su lectura. La saquea para renovarlas, para imponerles su peculiar frescura».

## Obra
Su obra es extensa y diversa por los géneros de escritura que el autor práctica. Dentro de su producción se encuentran: 

### Poesía
- Medio de construcción, 1979
- Chetumal Bay Anthology, 1983
- Todo lo que sé, 1990
- Coleadas, 1992
- Las cuentas de la Ilíada y otras cuentas, 2009

### Ensayo
- La democracia de los muertos. Ensayo sobre poesía mexicana 1800–1921, 1988
- Alejandro Rossi ante la crítica, 1997
- Nadie puede escribir un libro, 1997

### Antología
- Cuentos y relatos norteamericanos del siglo XX, 1980
- Poesía popular mexicana, 1999

### Otros
- Suerte con las mujeres, 1992
- Pláticas de familia. Poemas y prosas, 2007

## Reconocimientos
Merecedor en 1990 a la beca de poesía por el CONACULTA. En 2010 ganó el Premio PEN Club México por Excelencia Literaria. Recientemente le fue otorgado el Premio Internacional de Poesía Ramón López Velarde en el marco del 32 Festival Internacional de Poesía Ramón López Velarde 2014.